# شارلوت بارك
شارلوت بارك (بالإنجليزية: Charlotte Park Brooks)‏ هي رسامة أمريكية، ولدت في 1910 في كونكورد في الولايات المتحدة، وتوفيت في 2010.